# Kärna socken
Kärna socken i Östergötland ingick i  Hanekinds härad, uppgick 1967 i Linköpings stad och området ingår sedan 1971 i Linköpings kommun och motsvarar från 2016 Kärna distrikt.
Socknens areal är 25,67 kvadratkilometer varav 25,59 land. År 2000 fanns här 5 992 invånare. Tätorten Malmslätt med kyrkbyn Kärna och sockenkyrkan Kärna kyrka ligger i socknen. 

## Administrativ historik
Kärna socken har medeltida ursprung. 
Vid kommunreformen 1862 övergick socknens ansvar för de kyrkliga frågorna till Kärna församling och för de borgerliga frågorna till Kärna landskommun. Landskommunen utökades 1952 och uppgick 1967 i Linköpings stad som 1971 ombildades till Linköpings kommun. Församlingen utökades 2014.
1 januari 2016 inrättades distriktet Kärna, med samma omfattning som församlingen hade 1999/2000.  
Socknen har tillhört samma fögderier och domsagor som Hanekinds härad.  De indelta soldaterna tillhörde   Första livgrenadjärregementet, Stångebro kompani och Andra livgrenadjärregementet, Vestanstångs kompani.

## Geografi
Kärna socken ligger väster om Linköping. Socknen består av en uppodlad slättbygd med en skogbevuxen sandhed i mitten, Malmslätt.

## Fornlämningar

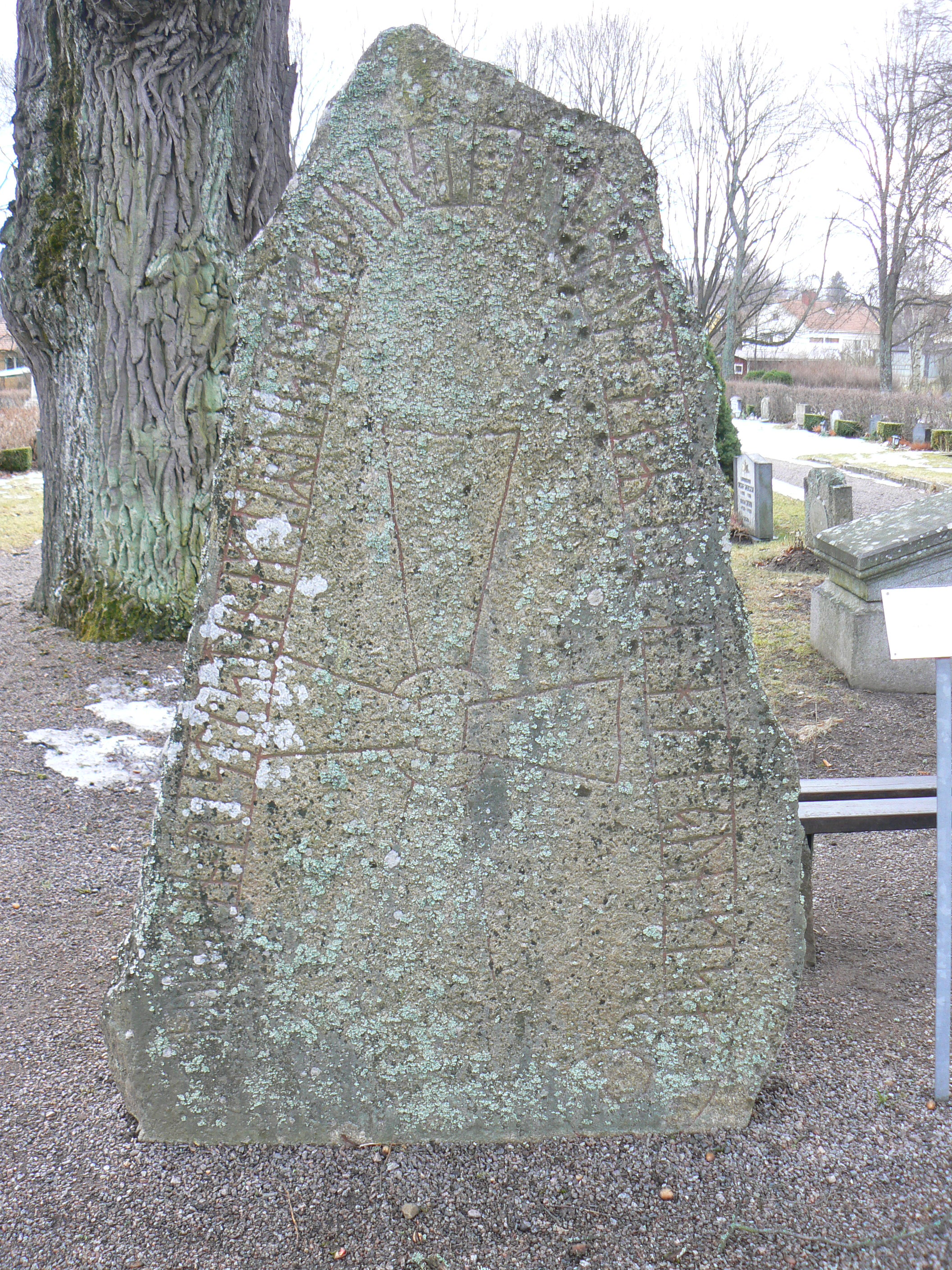
Östergötlands runinskrifter 105 vid kyrkan.

Kända från socknen är höggravfält och stensättningar från järnåldern, Vid Tift återfinns det största järnåldersgravfältet i Götaland. Sex runristningar är kända.

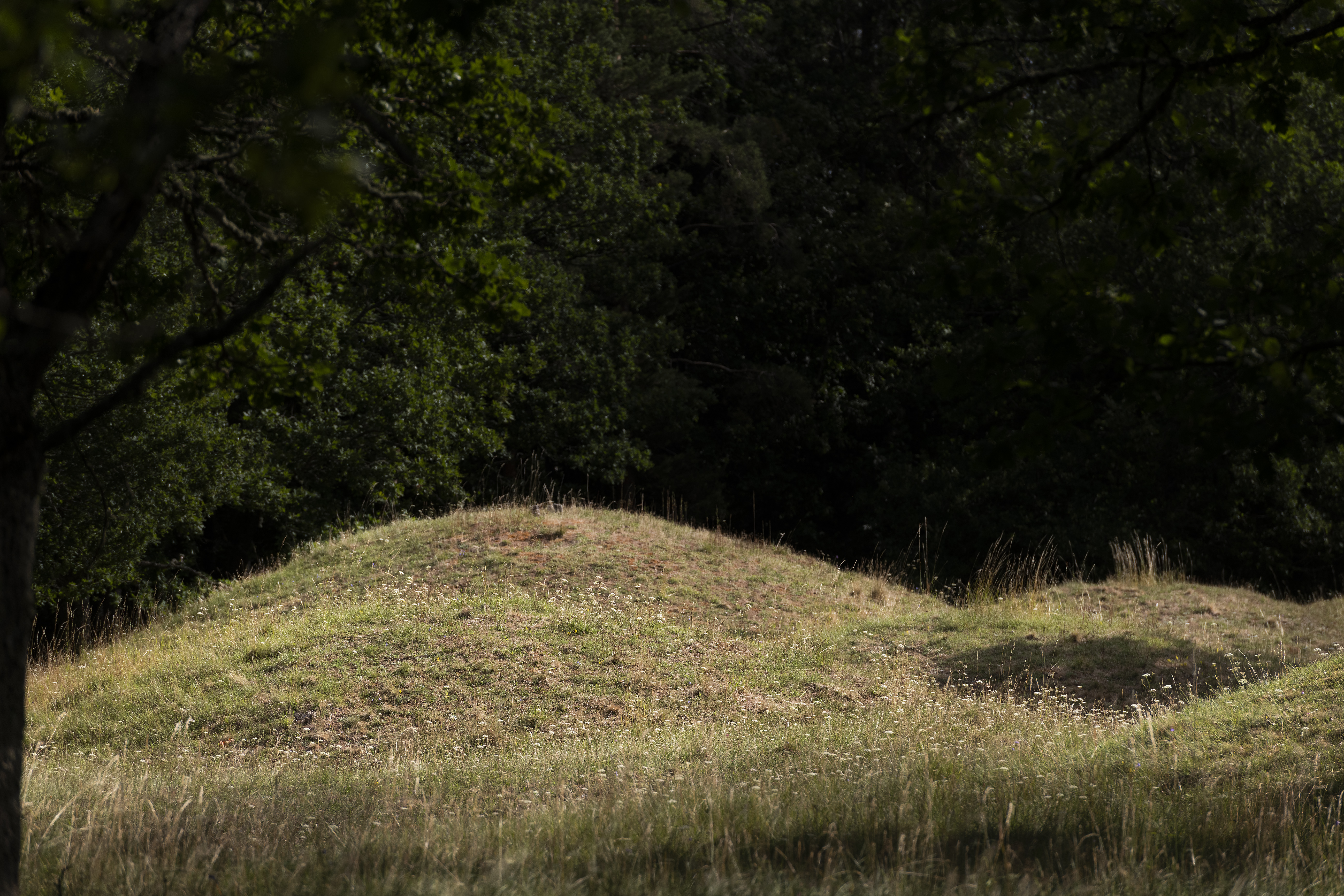
Högar på gravfältet Kapellsbacken.
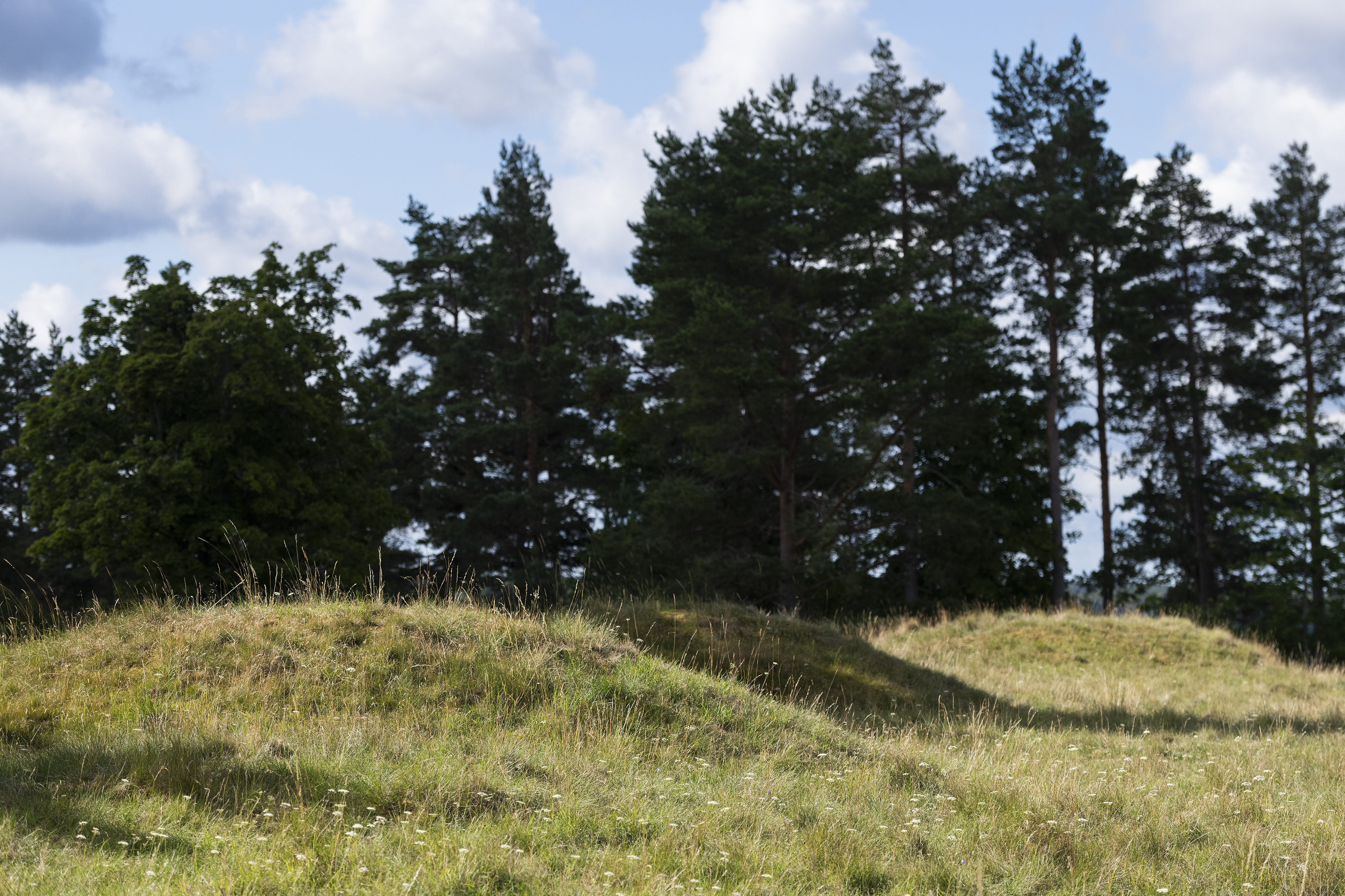
Högar på gravfältet Kapellsbacken.
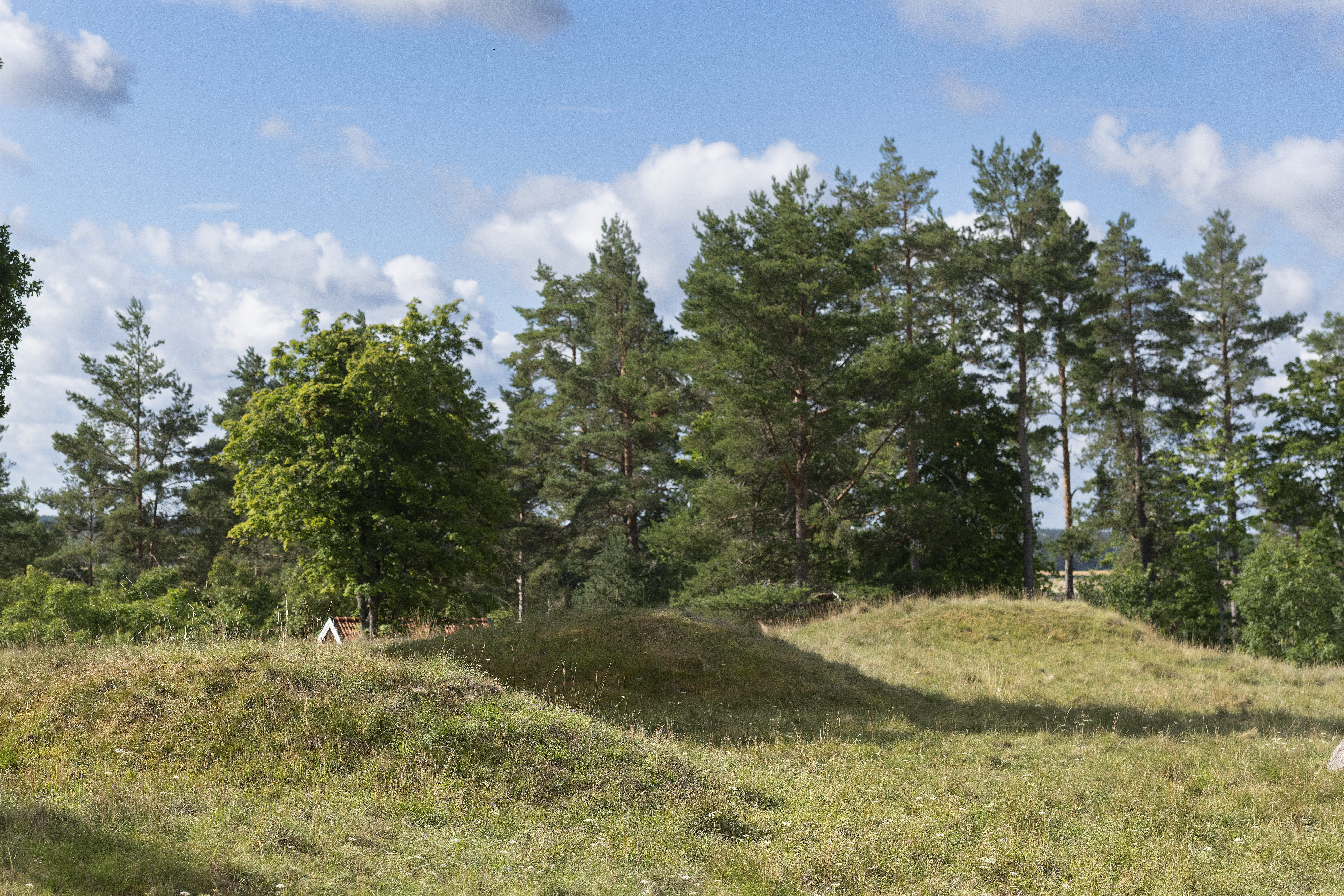
Gravfältet Kapellsbacken består av runt 100 lämningar..
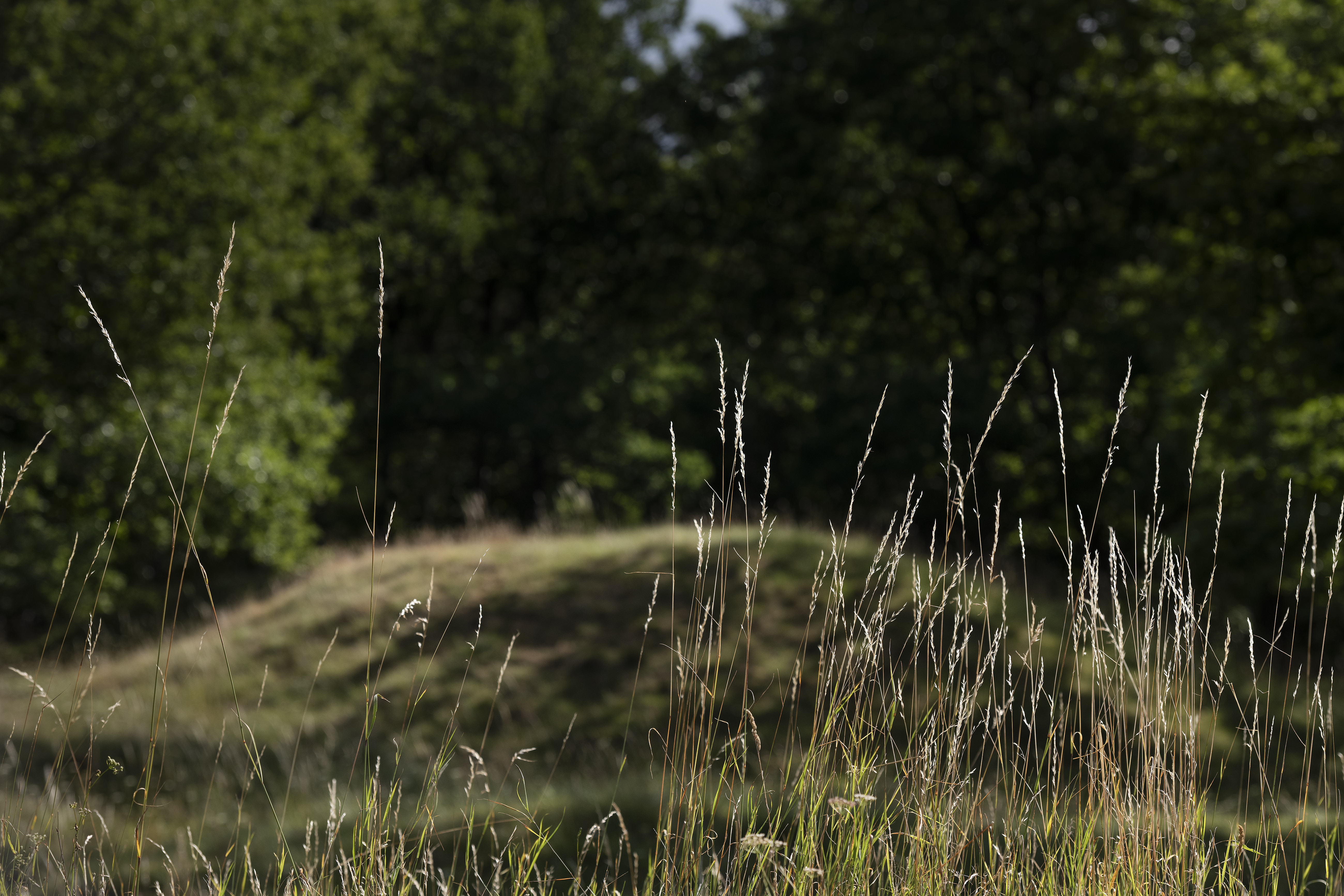
Gravfältet Kapellsbacken.
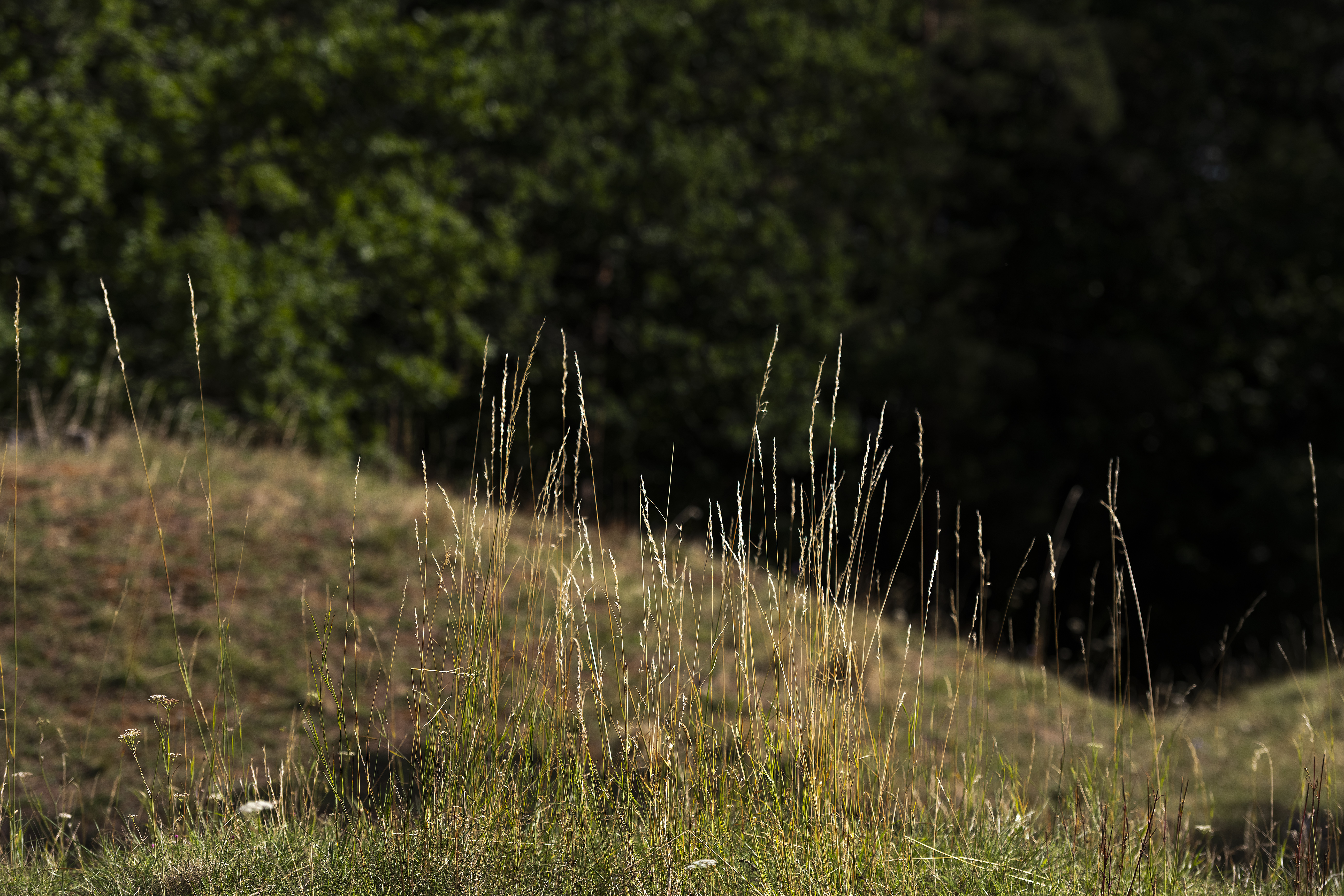
Gravfältet Kapellsbacken.

## Namnet
Namnet (1334 Kernom) är svårtytt kan innehålla ordet kärr, 'mindre vattensamling snårskog'. Vid en sankmark öster om kyrkan låg förr en bebyggelse kallad Kärret.

### Fotnoter
1. 1 2  Svensk Uppslagsbok andra upplagan 1947–1955: Kärna socken
2. 1 2  Harlén, Hans; Harlén Eivy (2003). Sverige från A till Ö: geografisk-historisk uppslagsbok. Stockholm: Kommentus. Libris 9337075. ISBN 91-7345-139-8
3. ↑  ”Församlingar”. Statistiska centralbyrån. https://www.scb.se/hitta-statistik/regional-statistik-och-kartor/regionala-indelningar/forsamlingar/. Läst 30 december 2022.
4. ↑  Administrativ historik för Kärna socken (Klicka på församlingsposten). Källa: Nationella arkivdatabasen, Riksarkivet.
5. 1 2  Sjögren, Otto (1931). Sverige geografisk beskrivning del 2 Östergötlands, Jönköpings, Kronobergs, Kalmar och Gotlands län. Stockholm: Wahlström & Widstrand. Libris 9939
6. 1 2  Nationalencyklopedin
7. ↑  Fornlämningar, Statens historiska museum: Kärna socken
8. ↑  Fornminnesregistret, Riksantikvarieämbetet: Kärna socken Fornminnen i socknen erhålls på kartan genom att skriva in sockennamn (utan "socken") i "Ange geografiskt område"
9. ↑  Mats Wahlberg, red (2003). Svenskt ortnamnslexikon. Uppsala: Institutet för språk och folkminnen. Libris 8998039. ISBN 91-7229-020-X. https://isof.diva-portal.org/smash/get/diva2:1175717/FULLTEXT02.pdf